# Queda do Castelo de Osaka

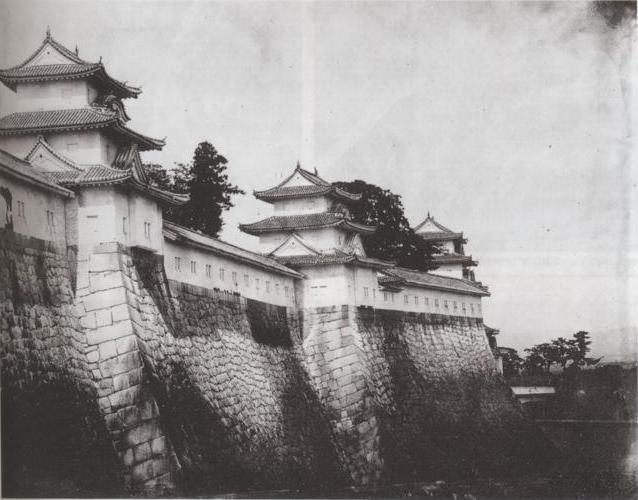
Muralha do Castelo de Osaka em 1865.

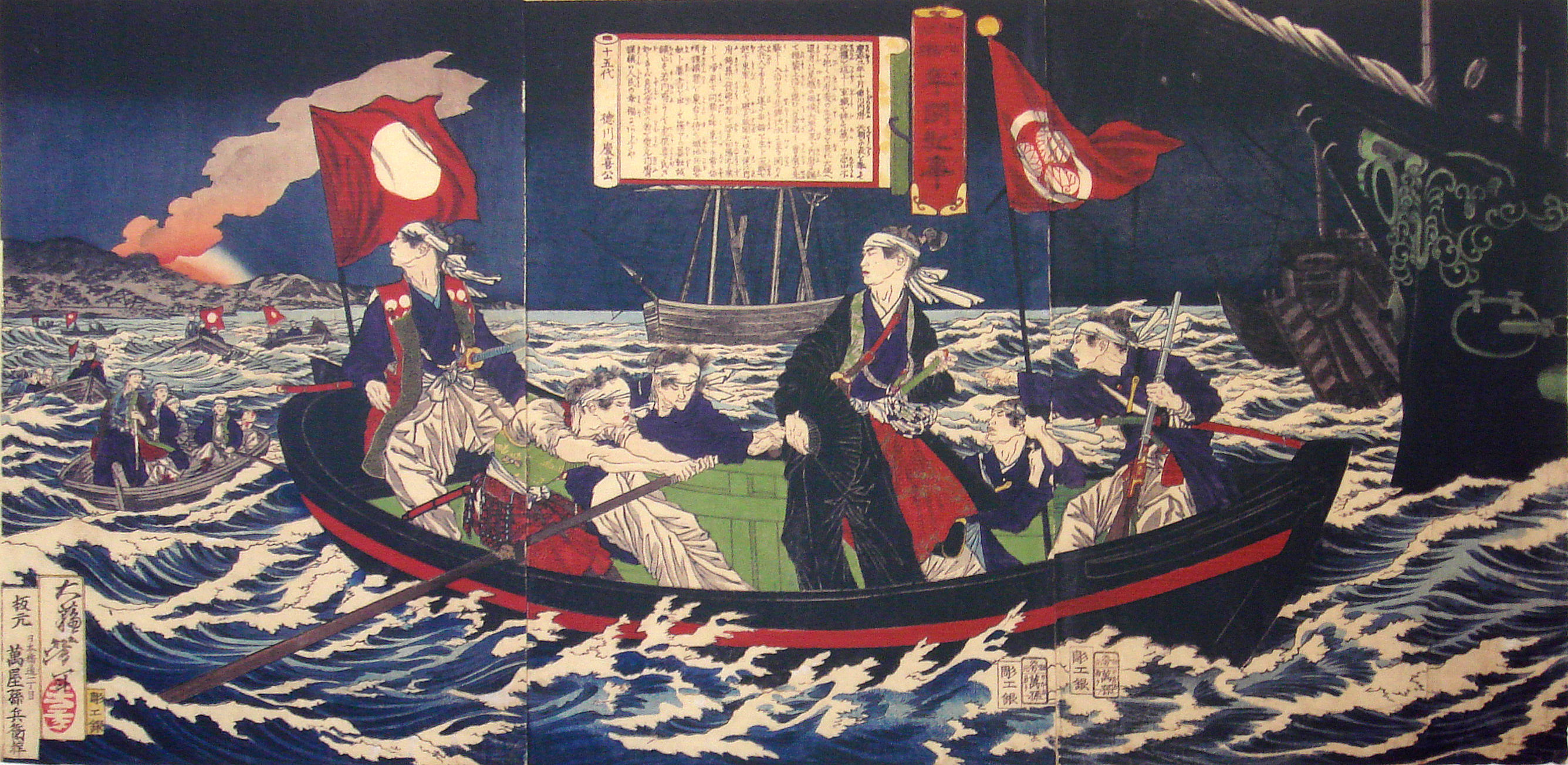
Tokugawa Yoshinobu partindo para Edo, enquanto olhava o Castelo de Osaka em chamas ao fundo.

A Queda do Castelo de Osaka refere-se à captura do Castelo de Osaka realizada pelas forças pró-imperiais da aliança Satchō, pelo Bakumatsu, contra o Shogunato Tokugawa, a 2 de fevereiro de 1868.
A declínio segue-se à derrota de Tokugawa na Batalha de Toba-Fushimi. As tropas leais ao bakufu reagruparam sob liderança do xogum Tokugawa Yoshinobu. No Castelo de Osaka, Tokugawa Yoshinobu reuniu os seus assessores e chefes militares para arquitectar uma estratégia ofensiva e, com o propósito de elevar a moral, anunciou que iria pessoalmente comandar as forças do bakufu no próprio campo de batalha.
No entanto, a 31 de janeiro de 1868, Tokugawa Yoshinobu fugiu do Castelo de Osaka, acompanhado pelo daimyo de Aizu e Kuwana para regressar a Edo no navio de guerra do shogunato Kaiyō Maru. Entretanto, o navio Kaiyō Maru tardou na chegada e Yoshinobu refugiou-se, durante a noite, num navio de guerra norte-americano, o USS Iroquois, ancorado na baía de Osaka. Tokugawa e a sua comitiva tarde chegaram no dia seguinte.  Quando o resto das forças se apercebeu que o shogun os tinha abandonado, deixaram o Castelo de Osaka, que mais tarde foi tomado pelas forças imperiais sem qualquer resistência. O castelo foi apreendido e queimado no domingo dia 2 de fevereiro de 1868. Yoshinobu declarou mais tarde que estava perturbado com a aprovação imperial dada às ações de Satsuma e Chōshu, e, uma vez que a bandeira imperial surgiu, o shogun tinha perdido toda a vontade de lutar.
A queda do Castelo de Osaka foi uma ocorrência de extrema importância, visto ter sido a base de poder de Tokugawa Bakufu na região oeste do Japão. Também adquiriu importância histórica, tendo sido o local do cerco de Osaka, a batalha decisiva que estabeleceu o poder do Tokugawa durante os dois séculos anteriores. The Castle of Osaka was burnt and reduced to ruins by the new government, and was later used as a ground for military barracks. O Castelo de Osaka foi queimado e reduzido a ruínas pelo novo governo, e mais tarde foi utilizado como base para quartéis militares.